# Закавказский девичий институт
Закавказский девичий институт — первое в Тифлисе женское учебное заведение.
Было открыто по положению об учреждениях императрицы Марии 23 марта 1840 года[по какому календарю?]. Проект преобразования девичьего пансиона, открытого в Тифлисе в 1830 году, в институт был составлен командиром Отдельного Кавказского корпуса и главноуправляющим гражданской частью и пограничными делами в Грузии, Армении и Кавказской области Е. А. Головиным. Располагался институт на Ново-Бебутовской (ныне — Вукола Беридзе) улице, д. 10.
Институт был рассчитан на 80 воспитанниц, из которых 60 (преимущественно детей русских чиновников) содержались на казённый, а 20 — на собственный счёт. Однако, в 1845 году в институте было лишь 40 казённокоштных воспитанниц. Вскоре стараниями администрации нового наместника, Михаила Семёновича Воронцова, число их было доведено до 60; увеличилось и количество своекоштных воспитанниц — к 1850 году в институте на частный счёт обучалось 28 пансионерок. Казённокоштными пансионерками принимались девицы в возрасте от 10 до 12½ лет, а своекоштными — в возрасте от 9 до 13½ лет (плата — от 150 до 400 рублей в год). Супруга Воронцова, княгиня Елизавета Ксаверьевна, согласно воле императора Николая I, приняла «ближайший надзор за нравственным и физическим воспитанием института». При Воронцове институт получил новое здание; при его личном материальном участии число казённых воспитанниц увеличилось до 150, а на собственный счёт воспитывались 30 пансионерок. Председателем Совета института в это время был князь Григорий Дмитриевич Орбелиани, начальницей — вдова генерал-майора, Екатерина Петровна Книппер.
В числе преподавателей были: В. И. Желиховский (математика), Л. П. Загурский (исторические науки), К. П. Патканов (русский язык и словесность; 1857—1859).
В числе выпускниц: Татьяна Ефимова (1908).
В 1913 году начальницей института была баронесса Анна Николаевна Тизенгаузен.